# Villano

Un villano estereotípico, común en el cine mudo de principios del, con elegante traje negro, bigote acicalado y gesto maníaco.

Un villano es una persona malvada, especialmente en la ficción. Los villanos son personajes de ficción, o quizá personajes novelados, en dramas y melodramas que ejercen la maldad deliberadamente y que se enfrentan al héroe. Como tales, los villanos son un recurso argumental casi inevitable, y más que los héroes, elementos cruciales sobre los que gira la trama.

## Etimología
La etimología de la palabra deriva del latín villanus provienente de la palabra 'villa', que viene del latín villa (casa de campo, granja). Esta palabra latina se asocia con la raíz indoeuropea *weik- (casa o sede de clan), que estaría presente en el griego οἶκος (oikos = casa) y de ahí las palabras economía, ecosistema, ecología, ecuménico. Los villanus constituían entonces lo más cercano a la clase media en su época dado que no pertenecían a la nobleza (aunque podían llegar a integrarse a ésta) y tampoco pertenecían a las clases más subyugadas: los parias, los esclavos y los proletarios. La palabra villano comenzó a convertirse en sinónimo de maldad desde ambos extremos de la escala social: desde los esclavos parias y proletarios quienes se veían más subyugados por éstos que por la nobleza; y desde la nobleza que veía en los intentos de ascenso social de los villanos un acto ofensivo e incluso amenazante. Con la feudalización de Europa, villanus paso a significar siervo o campesino, alguien que está atado a la tierra de una villa y no podía abandonarla. Desde las esferas de poder (principalmente el eclesiástico) la pobreza entonces se equiparaba a la corrupción moral.[cita requerida]

## Estereotipos

Caricatura de un científico loco, concepto que difiere de villano, aunque ambos tienen características en común.

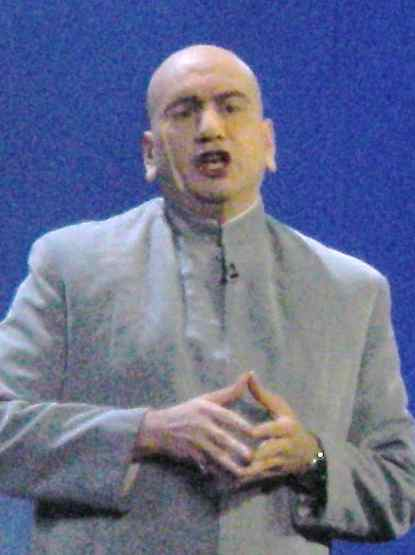
Dr. Evil es una parodia de los villanos tipícos de las películas de acción y espías.

Hay muchos estereotipos sobre los villanos. Una caricatura de un cliché común sobre los villanos puede notarse arriba a la derecha de este artículo. En la época del cine mudo, los villanos tenían que parecer muy siniestros «visualmente», y así nacieron muchos estereotipos sobre ellos. Los personajes Boris Badenov, Natasha Fatale y Snidely Whiplash de Rocky y Bullwinkle, así como el personaje de Hanna-Barbera llamado Pierre Nodoyuna, son parodias ampliamente conocidas de esta clase de arquetipo.
Estos estereotipos incluyen ropa negra (con frecuencia bastante formal: capa, sombrero de copa, etc), cabello facial, rasgos afilados, y una expresión facial perpetuamente «enfadada». Otros estereotipos villanescos incluyen la costumbre de la «risa malvada», una voz estirada y aduladora, y un arrogante exceso de confianza en sí mismo que le lleva a explicar innecesariamente sus siniestros planes. También existe el estereotipo contrario del villano hermoso que se parece a un héroe, pero cuya personalidad y actitud revelan una naturaleza diabólica. Dicho estereotipo pasó a ser muy conocido tras la Segunda Guerra Mundial cuando el Holocausto fue revelado, surgiendo el popular villano que refleja el ideal nazi rubio y de ojos azules, cuya belleza esconde un arrogante sentido de superioridad y viles ambiciones de hacer sufrir a los «inferiores». El villano rubio de ojos azules ha derivado recientemente en un extraño estereotipo, el albino malvado, un villano que muestra varios rasgos físicos normalmente asociados con el albinismo (como piel blanca, cabello rubio platino y ojos azules o rojos) aunque no necesariamente tenga tal condición.
En la ópera y el teatro musical, el villano o la villana suelen ser interpretados por un barítono o una mezzosoprano.
Los supervillanos se encuentran en los ambientes melodramáticos de los cómics de superhéroes, donde se necesita una persona malvada con superpoderes como contraste digno de los poderosos héroes. Estos supervillanos suelen tener papeles repetitivos, y algunos villanos de la literatura más terrenal se han hecho tan populares que también han sido reutilizados en obras posteriores.
Por otra parte se utiliza el término «villano de la semana» como un antagonista u oponente que tiene una aparición limitada a un episodio de un trabajo ficticio. Este tipo de villanos se caracterizan por servir como un obstáculo temporal para los héroes y sus características se popularizaron por la aparición de formatos semanales tales como series de televisión, programas de radio o tiras cómicas occidentales u orientales. Algunas de las series conocidas por este tipo de villanos son: Charmed, The X files, Buffy the vampire slayer, Smallville, Sailor Moon o Power Rangers.

## Edad Media
En la época del feudalismo, el villano era un descendiente de campesinos libres, diferenciándose así del siervo, y en tal condición podían dejar el feudo si lo quisiese. Tal como los siervos, los villanos debían pagar a los señores un tributo señorial así como cumplir con la corvea.
En el Portugal medieval, el término "villano" principalmente se refería a un ciudadano de una ciudad o villa o municipio, sin pertenecer a la nobleza. Los villanos con condiciones económicas o sociales más elevadas, a veces ascendían al estatus de caballeros-villanos, estando entonces obligados a poseer caballos para combatir como caballeros a la orden del rey, integrando lo que entonces se llamaban huestes.

## Narratología
En narratología y estudios de análisis e interpretación de obras literarias y de argumentos, un villano es la encarnación del mal tanto en relatos históricos como en trabajos de ficción. Los villanos cumplen el papel del antagonista ante el héroe/protagonista.
El villano generalmente es una figura poco simpática, que utiliza sus habilidades con el objetivo de perjudicar a alguien o conseguir algo que desea, utilizando a estos efectos recursos deshonestos que lindan con la ilegalidad. Muchas veces estos personajes desarrollan planes más o menos elaborados, los que son explicados a lo largo de la trama, y los que normalmente perjudican o intentan perjudicar al protagonista y a la propia sociedad. Y generalmente y a efectos de presentar un desenlace aceptable para todo el público o la mayoría, el villano ve sus planes arruinados, en muchos casos gracias a la valentía y el heroísmo del protagonista.

## Diferencias entre villano y antagonista
Cabe destacar que a pesar de que los villanos toman el lugar del antagonista en una obra/producción ficticia, ambos términos tienen algunas diferencias. Mientras que los antagonistas son personajes que se oponen y obstaculizan la vida de los protagonistas, intentando impedir que estos cumplan sus deseos, ya sea porque desean lo mismo o porque no quieren que los cumplan; debido a que los antagonistas puedan tener una rivalidad con los protagonistas o también a que les guarden rencor por algo que los protagonistas les pudieron haber ocasionado inadvertidamente. Los villanos, son personajes plenamente malvados que intentan dañar a los protagonistas y otros personajes, además de querer hacer el mal ejerciendo su maldad deliberadamente; debido a que los villanos a diferencia de los antagonistas, quieren dañar, torturar y ver sufrir a sus oponentes, ya sea por una venganza, por los efectos colaterales de las acciones de los héroes, o por simple capricho y obsesión de querer ver derrotado al protagonista. Es perfectamente posible, por ejemplo, encontrar historias donde el protagonista sea el villano, y su antagonista sea el héroe de la historia.